# Nassoumbou (Burkina Faso)
Pour les articles homonymes, voir Nassoumbou.
Nassoumbou est une commune située dans le département de Nassoumbou, dans la province du Soum, région du Sahel, au Burkina Faso.